# Dilema de Warnock
El dilema de Warnock hace referencia al hecho de que una anotación o entrada en un grupo de noticias, foro o lista de distribución de correo, no haya recibido ni una sola respuesta, y  no significa necesariamente que nadie esté interesado en el tema.
El enunciado del dilema comienza con la siguiente pregunta:

¿Has escrito una anotación en una lista de distribución por correo, grupo de noticias o foro y te has preguntado por qué nadie respondió?

El autor del dilema, es Bryan Warnock, que lo describió y formuló por vez primera en una lista de correo de Perl 6. Actualmente se usa de manera regular en el mundo Perl y en el mundo de los creadores de blogs para explicar la sensación que produce el que escribas algo en tu blog y no tengas ni un solo comentario.
En su explicación del dilema, Warnock ofrecía varias posibles razones para justificar esto. Citándole:

El problema con la falta de respuestas es que hay cinco posibles interpretaciones:

1. La anotación es correcta, la información bien escrita no necesita comentarios. No hay nada que añadir excepto "sí, lo que él ha dicho"
2. La anotación es un completo e incomprensible sin sentido, nadie quiere desperdiciar energía o ancho de banda ni siquiera para indicarlo
3. Nadie lee la anotación, por cualquier razón
4. Nadie entendió la anotación, pero no preguntaron para aclararlo por la razón que sea
5. A nadie le importa la anotación, por la razón que sea

Existen otras razones no comentadas, por ejemplo quizás escribir una buena réplica a la anotación requeriría hacer cierta búsqueda de información para el que el lector no tiene tiempo. Quizás el lector esté interesado, pero no se considere suficientemente calificado para hacer una buena réplica. O quizás una réplica (por insignificante que sea) supondría un trabajo adicional (típico en una lista de desarrollo de software, en la que la persona que muestra una mayor conocimiento sobre una característica a menudo se encuentra a sí mismo ejerciendo de voluntario para implementarla) y el lector no quiere verse envuelto.
En el lenguaje popular, el dilema de Warnock ha venido a referirse a todas las razones por las que uno podría no responder a una anotación, no tan solo a las cinco originalmente expuestas por Warnock.
Tradicionalmente la definición de un dilema tiene exactamente dos elecciones, ambas desfavorables, lo que significaría que el dilema de Warnock como originalmente se formuló no es realmente un dilema. Sin embargo, muchos diccionarios modernos consideran esta restricción como innecesaria y permiten que se use la palabra coloquialmente para referirse a una situación difícil con cualquier número de opciones. Alternativamente, se puede considerar el dilema para que las dos opciones por las que no se responde al mensaje sean que los lectores no están interesados en él o por cualquier otra razón.
Puede ser más seguro asumir en la mayor parte de las situaciones que no todo el que no responde a un mensaje se abstiene por la misma razón, como una lectura literal de la formulación original del dilema podría implicar.